# Tiglato de etila
Tiglato de etila é o composto orgânico de fórmula C7H12O2 e massa molecular 128,16898. Apresenta ponto de ebulição de 154-156 °C e densidade de 0,923 g/mL a 25 °C. É classificado com o número CAS 5837-78-5 e PubChem Substance ID 24901107.